# محمد بن ددوش
محمد بن ددوش (1929 - 20 نوفمبر 2023)، هو إعلامي ومدير الإذاعة المغربية الأسبق. وصحافي سابق في الشركة الوطنية للإذاعة والتلفزة، وقد قام بتغطية محطات ومناسبات مهمة في تاريخ المغرب، كعودة محمد الخامس من المنفى، والانقلاب العسكري على الحسن الثاني، والمسيرة الخضراء.

## مسيرته
وُلد عام 1929م بمدينة تلمسان بالجزائر، درس في بجامعة القرويين بفاس وإلتحق بالإذاعة المغربية سنة 1952 حيث بدأ مسيرته في الإذاعة الوطنية بترجمة نشرة الأخبار من اللغة الفرنسية إلى اللغة العربية وإذاعتها، وأصبح مديراً للإذاعة الوطنية ما بين 1974 و1986، كما شغل منصب مستشار إعلامي في ديوان الأمين العام لمنظمة المؤتمر الإسلامي وشارك بكتابات متنوعة في مختلف الصحف المغربية وحاز على عدة أوسمة وطنية ودولية.

## وفاته
توفي صباح يوم الاثنين 20 نونبر 2023 بمدينة الرباط، عن عمر يناهز 94 سنة.

## من مؤلفاته
- كتاب: «رحلة حياتي مع الميكروفون».[6]